# Andrés Barba
Andrés Barba Muñiz (Madrid, 1975 –) spanyol író, műfordító, forgatókönyvíró és fotós.

## Életrajza
Andrés Barba a madridi Complutense Egyetemen szerzett spanyol filológiai diplomát, filozófiai tanulmányait. Tanított a Bowdoin College-ban, a Madridi Complutense Egyetemen és a Princetoni Egyetemen.
2003-ban a római Spanyol Akadémián tanult. 2004-ben a madridi Residencia de Estudiantesben szállt meg. 2016-ban a British Council és a Queen Mary University of London meghívta egy ösztöndíjra, 2018-ban pedig megkapta a rangos New York Public Library Cullman Center ösztöndíjat.
Fordítóként több mint harminc, többnyire spanyol nyelvű változatért felelős olyan szerzőktől, mint Joseph Conrad, Henry James, Herman Melville, Thomas De Quincey, Lewis Carroll, Rebecca West, Allen Ginsberg, J. R. Ackerley, Scott Fitzgerald, Dylan Thomas, Edgar Lee Masters, sok más mellett.
Társalapítója Alberto Pina festővel (akivel a római Spanyol Akadémián élt együtt) az El cañón de Garibaldi művészkönyvek kiadójának és 2022-ben kiállítást rendezett az összes közös munkájukból a New York Public Library-ben.
Felesége Carmen M. Caceres író és fordító, akivel együttműködve fordított és írt, és akivel van egy fia és egy lánya. Jelenleg Argentínában él, ahol 2024-ben állampolgárságot kapott.

## Díjak és kitüntetések
- A Herralde regénydíj döntőse (2001), La hermana de Katia.
- Torrente Ballester-díj a narratíváért (2006), Versiones de Teresa.
- Anagrama Essay Award (2007), La ceremonia del porno, Javier Montesszal közösen.
- 2010-ben az angliai Granta Magazine beválasztotta a huszonkét legfontosabb fiatal spanyolul beszélő író közé.
- Juan March-díj a narratíváért (2011), Muerte de un caballo.
- Nord Sud-díj. Fondazione Pescara Abruzzo. (Olaszország, 2012). Ha dejado de llover.
- Fehér Holló díj. Nemzetközi Jugenbibliotheck. (München 2012). Arriba el cielo, abajo el suelo.
- A Jaime Gil de Biedma költészeti díj döntőse (2016), Crónica natural.
- Herralde regénydíj (2017).
- Gregor Von Rezzori-díj döntős (Olaszország, 2019), Prix Frontieres (Franciaország, 2021) República luminosa.

## Fényképhez és filmhez kapcsolódó munkái
2008-ban Mijke de Jong holland rendező filmadaptációt készített La hermana de Katia' című regényéből, amely két kategóriában elnyerte a holland Aranyborjú-díjat.
2011 februárjában Andrés Barba fotókiállítást tartott a New York-i Egyetemen, a Cátedra Juan Carlos I. tanszéken. Az I remember (Recuerdo) ISBN 978-84-693-9566-0 című könyv ezen a kiállításon született. Joe Brainardra Me acuerdo vagy George Perecre Yo recuerdo, a kötetet alkotó fényképek és szövegek a szerző intenzív intimitásának mozaikját alkotják.
2020-ban az Egyesült Királyságban María Martínez Bayona filmadaptációt készített a Las Manos Pequeñas című könyvből Such Small Hands címmel, amely elnyerte a legjobb rendező díját a Fantastic Fest-en (2021) és az Aesthetica Short Film Festival-on (2021).

## Művei
Több mint húsz szépirodalmi, esszé-, kritikai, költészeti, fotó- és gyermekirodalmi könyve jelent meg. Munkáiát huszonkét nyelvre fordították le.

### Elbeszélés
- El hueso que más duele (Premio de Novela Ramón J. Sender(wd);[15] Universidad Complutense, 1998). ISBN 84-88321-14-7
- La hermana de Katia (a XIX Premio Herralde de Novela döntőse; Editorial Anagrama, 2001). ISBN 84-339-2491-5
- La recta intención (Anagrama, 2002). ISBN 84-339-6833-5  (novellák)
- Ahora tocad música de baile (Anagrama, 2004). ISBN 84-339-6856-4
- Versiones de Teresa (XVII. Torrente Ballester-díj; Anagrama, 2006). ISBN 84-339-7130-1
- Libro de las caídas (Grabaciones necesarias, 2006). Pablo Angulo illusztrációival. ISBN 84-934913-0-6 2008-ban újra kiadta a Sixth Floor kiadó, Sergio Pitol és Javier Cercas prológusával.
- Las Manos Pequeñas (Anagrama, 2008). ISBN 978-84-339-7176-0
- Agosto, Octubre (Anagrama, 2010). Kisregény, amely nagy hatással volt a kritikusokra és a szaksajtóra.
- Muerte de un caballo Szerkesztői előszövegek. Juan March kisregény-díj 2011.
- Ha dejado de llover (Anagrama 2012) ISBN 978-84-339-7243-9 Una "novella de nouvelles".
- Lista de desaparecidos (Editorial Siberia, 2013), ISBN 978-84-941039-2-6 Madridi portrésorozat, Pablo Angulo plasztikai művész és szobrász illusztrálásával.
- En presencia de un payaso (Anagrama 2014) ISBN 978-84-339-9786-9 Kamararegény, amelyben a főszereplő kénytelen 300 szóban összefoglalni életét, miközben több napot tölt el egy komikussal, aki indult a választásokon, hogy próbababát ültessen a képviselők kongresszusán.
- República luminosa (Anagrama 2017) ISBN 978-84-339-9846-0 Regény, amelyben gyermekkorát fedezi fel, és amelyre a Leningrádi Gyermekek című dokumentumfilm hatott.
  - Fényes köztársaság – Jelenkor, Budapest, 2022 · ISBN 9789636768171 · fordította: Kutasy Mercédesz
- Vida de Guastavino y Guastavino (Anagrama, 2020). ISBN 978-84-339-9909-2
- El último día de la vida anterior (Anagrama, 2023). ISBN 978-84-339-0177-4[16]

### Esszé
- La ceremonia del porno (XXXV Anagrama Essay Award; 2007). Javier Montesszal[17] közösen írták. 208 oldal, ISBN 978-84-339-6259-1
- Caminar en un mundo de espejos (Siruela szerkesztő, 2014), ISBN 978-84-16120-41-3 Életrajzi cikkek és esszék gyűjteménye, utazás, amely olyan sokszínű kiváltó okokra reflektál, mint az első fénykép, olvasmány egy női börtönben a régi Kelet-Berlinben, Cassius Clay szembesül saját feketeségével vagy Diane Arbus a korcsok iránti rajongásával.
- La risa caníbal – Humor, pensamiento cínico y poder (La risa caníbal Editorial Alpha Decay, 2016), ISBN 978-84-944896-0-0 Reflexió a humor határairól és a hatalmi struktúrákkal való szoros kapcsolatáról.

### Költészet
- Crónica natural (Crónica natural Viewer, 2015 Archiválva 2016. március 7-i dátummal a Wayback Machine-ben) ISBN 978-84-9895-927-7 Megrendítő verses beszámoló a legegyetemesebb és legzavaróbb témáról: az apa haláláról.

### Gyermekirodalom
- Historia de Nadas (Plum, 2006). Raphael Vivas Bilbao illusztrációival, ISBN 84-7844-960-4
- La alucinante historia de Juanito Tot y Verónica Flut (Siruela, 2008). Rafael Vivas Bilbao illusztrációival, ISBN 978-84-9841-216-1
- Arriba el cielo, abajo el suelo (Siruela, 2011). Saavedra illusztrációival, ISBN 978-84-9841-514-8
- La microguerra de todos los tiempos (Siruela, 2015). Rafael Vivas illusztrációival, ISBN 978-84-16465-09-5

### Magyarul
- Fényes köztársaság (República luminosa) – Jelenkor, Budapest, 2022 · ISBN 9789636768164 · Fordította: Kutasy Mercédesz

## Fordítás
- Ez a szócikk részben vagy egészben  az   Andrés Barba című spanyol Wikipédia-szócikk fordításán alapul.  Az eredeti cikk szerkesztőit annak laptörténete sorolja fel. Ez a jelzés csupán a megfogalmazás eredetét és a szerzői jogokat jelzi, nem szolgál a cikkben szereplő információk forrásmegjelöléseként.